# Shadow RST-V
De Shadow RST-V (reconnaissance, surveillance and targeting vehicle) werd vanaf 1997 ontworpen door General Dynamics Land Systems in samenwerking met het Marine Corps War-fighting Laboratory om als mogelijke opvolger van de Humvee (HMMWV) te dienen. De nieuwe terreinwagen moest minder brandstof gaan verbruiken dan de HMMWV en betere bescherming bieden bij aanvallen. Opmerkelijk was de krachtbron van de RST-V, namelijk een hybride diesel/elektromotor. Hiervoor werd gekozen omdat een elektromotor nauwelijks warmte en geluid produceert. De RST-V woog rond de 3,8 ton en kon vier personen vervoeren. De topsnelheid was 112 km/h en de tankinhoud 95 liter. Als de bestuurder rond de vijftig km/h reed, kon de RST-V daar 758 kilometer mee afleggen. Dat gaf een gemiddeld verbruik van een op acht.
Een aantal RST-V's hebben in 2006 op proef in Irak gereden. Sindsdien is er niets meer over dit voertuig in de openbaarheid gekomen. De Shadow RST-V werd niet geselecteerd voor het Joint Light Tactical Vehicle (JLTV)-programma dat de Humvee moet gaan vervangen en anno 2015 nog steeds loopt.